# Muzeul Fram

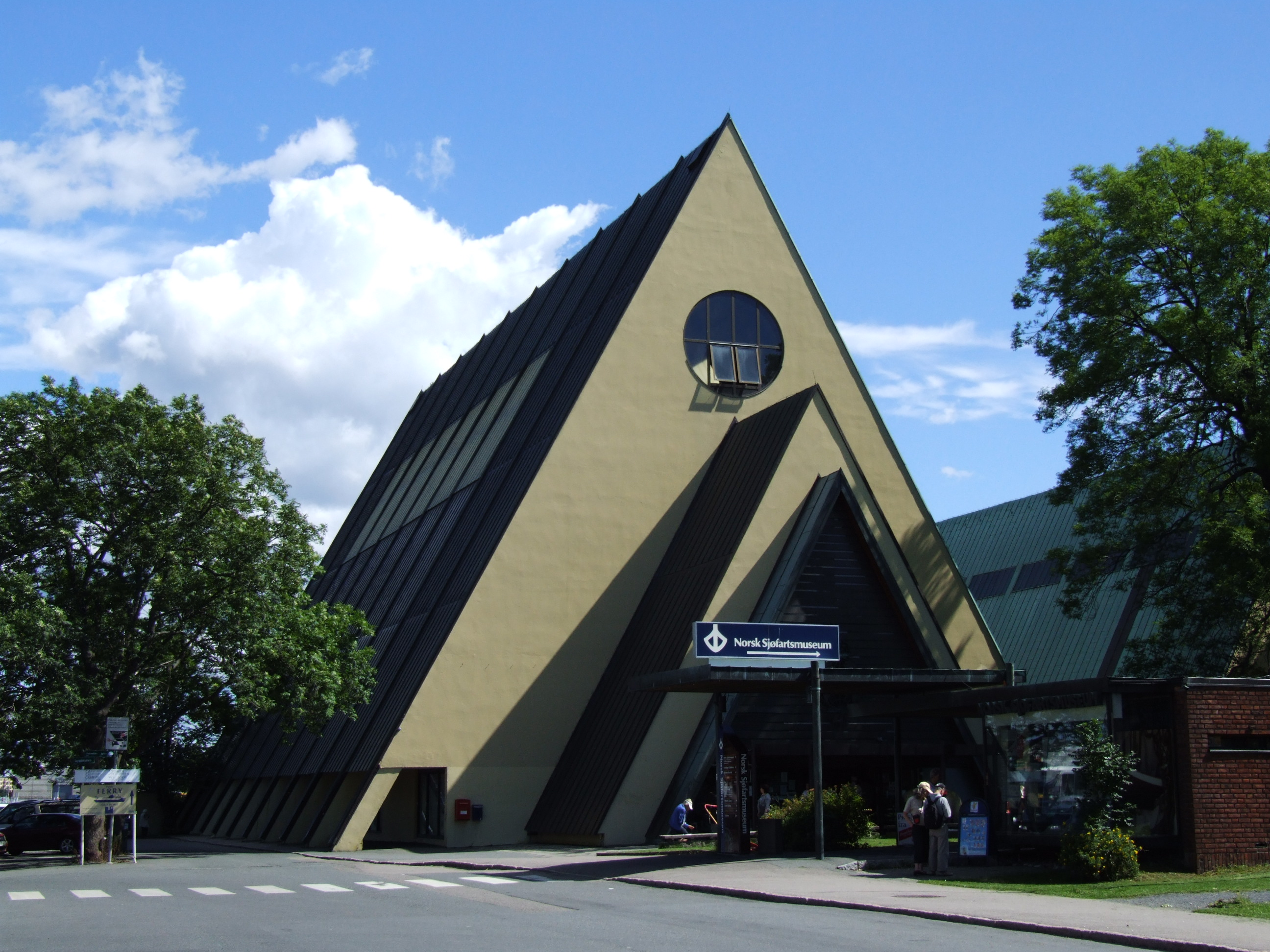
Muzeul Fram

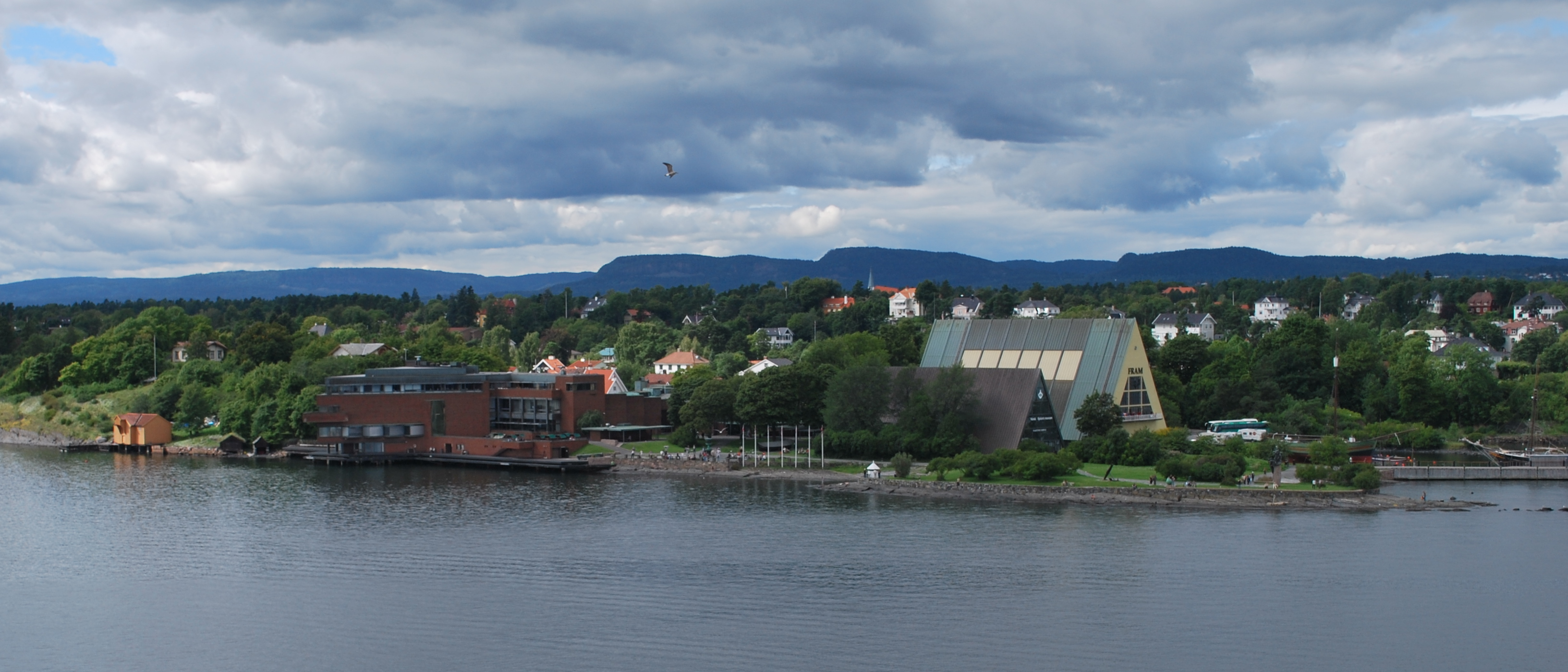
Muzeul Fram (dreapta)
Muzeul Maritim Norvegian (stânga)

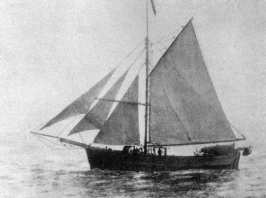
Gjøa, prima corabie care a navigat prin pasajul de nord-vest.

Muzeul Fram (Norvegiană: Frammuseet) este un muzeu construit în amintirea explorării norvegiene din zona polară. Este așezat pe peninsula Bygdøy din Oslo, Norvegia. 
Este situat într-o zonă în care se mai găsesc alte câteva muzee, printre care se numără Muzeul Kon-Tiki; Muzeul Norvegian de Istorie Culturală; Muzeul Navelor Vikinge; și Muzeul Maritim Norvegian. 
Muzeul a fost inaugurat pe data de 20 mai 1936. Temele pe care acesta le aduce în vedere sunt explorările polare norvegiene în general și cele trei mari exploratori norvegieni care au luat parte-Fridtjof Nansen, Otto Sverdrup și Roald Amundsen. De asemenea, muzeul conține imagini ale faunei din regiunile polare, ce surprind animale ca urși polari și pinguini. 
În centrul Muzeului Fram este expusă nava pe care a avut loc călătoria, Fram. Interiorul original este intact, iar vizitatorii pot intra înăuntru ca să îl vadă. Nava Fram a fost comandată, proiectată și construită de către constructorul scoțian-norvegian Colin Archer cu mențiuni provenite de la exploratorul Fridtjof Nansen, care a finanțat construcția navei cu un mic ajutor venit de la guvernul Norvegiei în anul 1891. 
În mai 2009, Muzeul Maritim Norvegian, împreună cu Muzeul Fram, au fost de acord ca cel din urmă să găzduiască expoziția Gjøa. Roald Amundsen și un echipaj format din șase persoane au traversat pasajul de nord-vest la bordul navei  Gjøa într-o călătorie de trei ani, care s-a încheiat în 1906. 

## Galerie

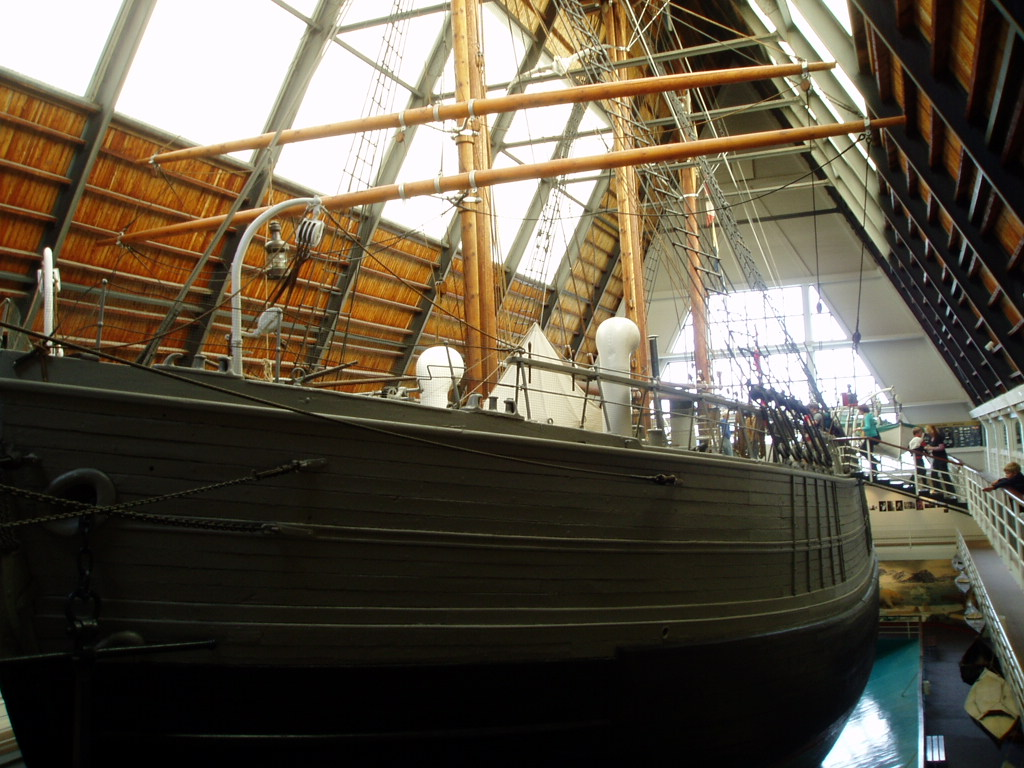
Exteriorul navei Fram
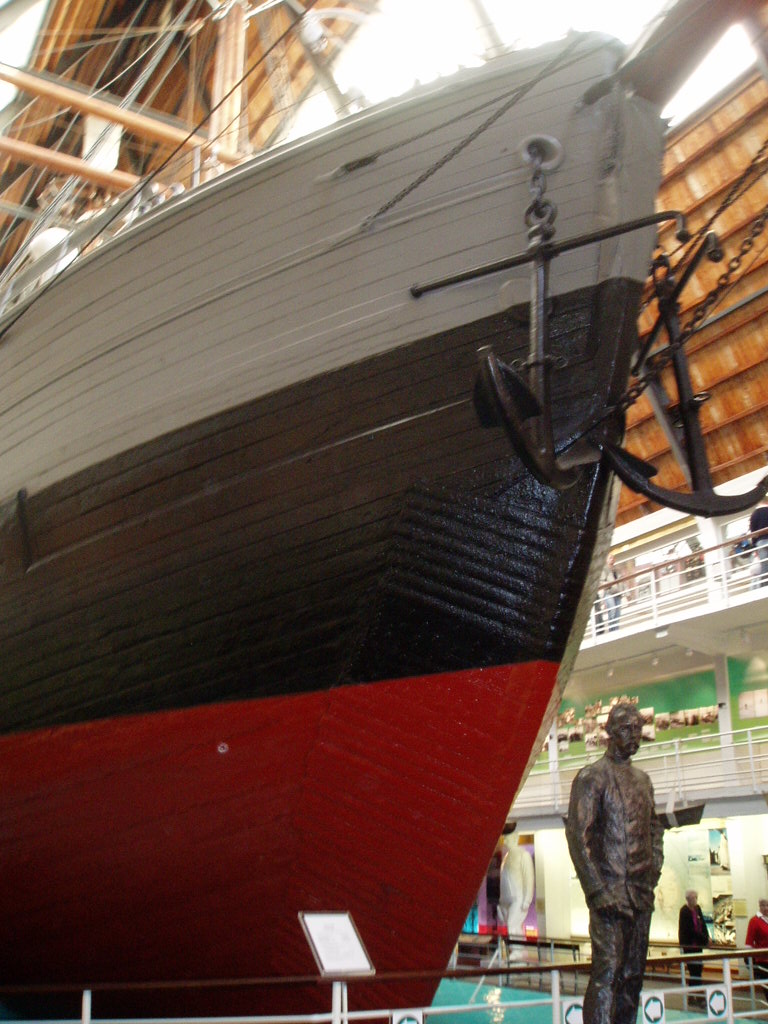
Prova navei Fram
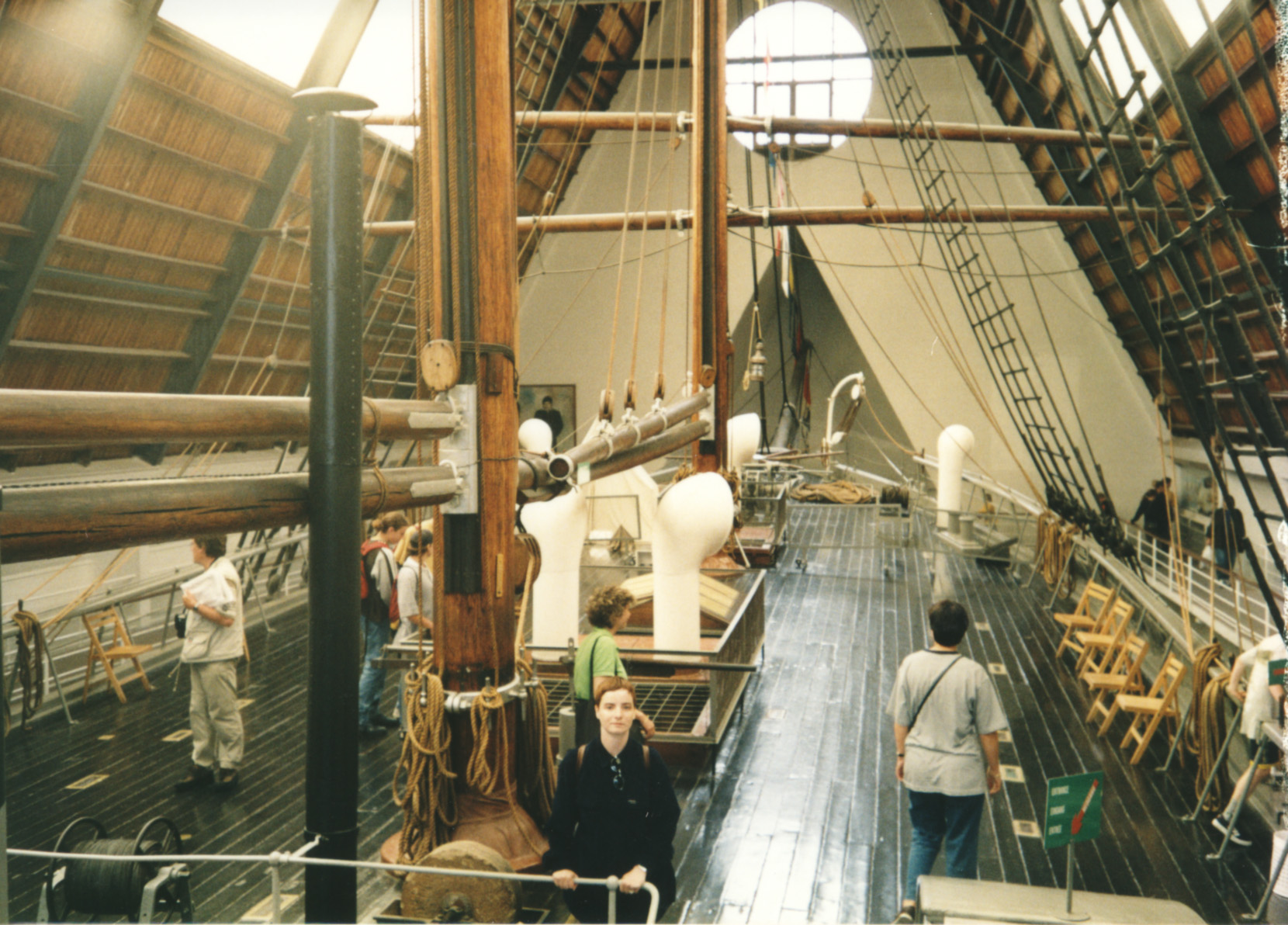
Puntea exterioară a navei Fram
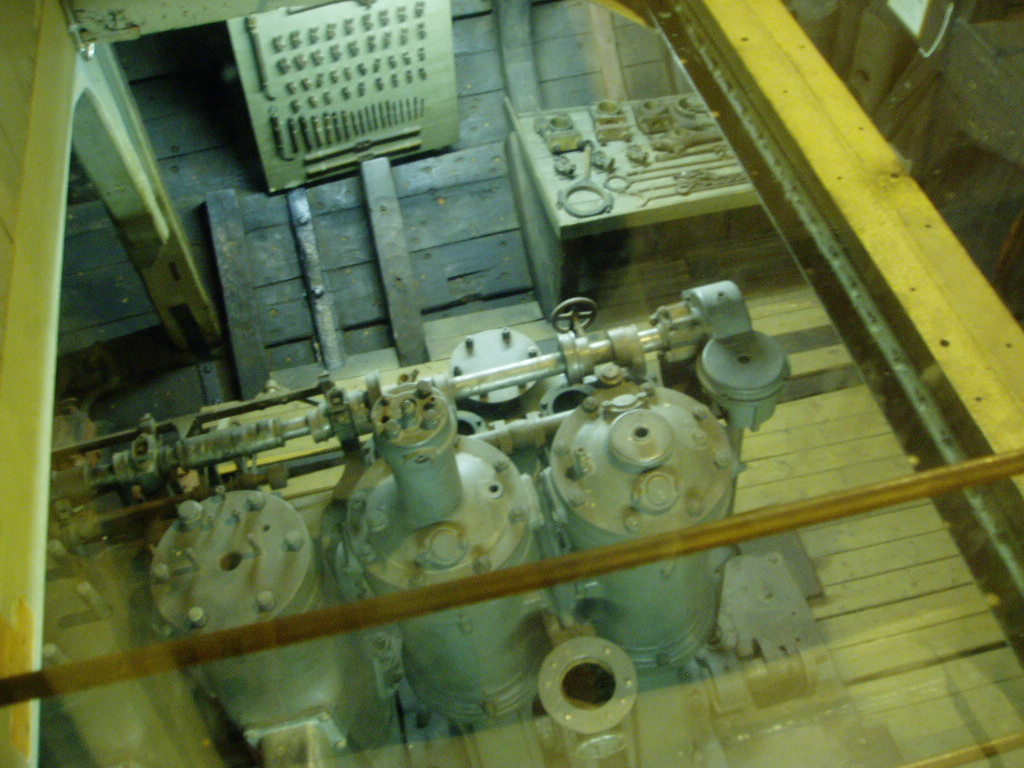
Motorul navei Fram